# Костянтин Розетті
Костянтин Олександру Розетті (рум. Constantin Alexandru Rosetti; 2 червня 1816, Бухарест — 8 квітня 1885, там же) — румунський поет і патріот.

## Життєпис
Служив в армії, потім заснував в Бухаресті книжкову торгівлю. Його переклади ознайомили румунське суспільство з творами Байрона, Вольтера, Ламартина й ін.
Під час революції в дунайських князівствах 1848 був членом революційного комітету та піддався арешту, але вже через день був звільнений народом; був начальником поліції в Бухаресті, потім секретарем тимчасового уряду та, нарешті, директором в міністерстві внутрішніх справ. У цей же час видавав демократичну газету. Коли вибухнула реакція, втік до Парижу, де діяв у пресі в інтересах своєї партії. Повернувшись на Батьківщину, був недовго міністром народної освіти. Як член палати та редактора газети «Romanul» сміливо обстоював ліберальні принципи.
У 1866, після повалення князя Александра Кузи та до оголошення нової конституції, знову займав пост міністра народної освіти.
З 1877 був президентом палати депутатів, а в 1881-1882 — міністром внутрішніх справ.